# Lettische Volleyballnationalmannschaft der Frauen
Die lettische Volleyballnationalmannschaft der Frauen ist eine Auswahl der besten lettische Spielerinnen, die den Verband Latvijas Volejbola Federâcija bei internationalen Turnieren und Länderspielen repräsentiert. Die Mannschaft entstand 1991 nach dem Zerfall der Sowjetunion.

## Geschichte
Die lettischen Frauen belegten bei den Volleyball-Europameisterschaften 1993 und 1995 jeweils den neunten Rang. 1997 steigerten sie sich auf Platz acht. Die Lettinnen konnten sich noch nie für Volleyball-Weltmeisterschaften oder Olympische Spiele qualifizieren. Auch der World Cup und der World Grand Prix fanden bisher ohne lettische Beteiligung statt.